# Au fil de l'eau (court métrage)
Pour les articles homonymes, voir Au fil de l'eau.
Au fil de l'eau est un film d'animation français réalisé par Dominique Monféry et sorti en 2015.
Il a été récompensé dans de nombreux festivals.

## Synopsis
Des gouttes de rosée se rassemblent en musique au cœur d'une toile d'araignée. Chaque goutte correspond à un instrument différent, comme une métaphore de la vie.

## Fiche technique
- Titre anglais : On Flying Water
- Réalisation et scénario : Dominique Monféry
- Musique : Julia Pajot
- Durée : 2 minutes
- Date de sortie : 3 septembre 2015

## Distinctions
- Meilleure musique originale au Los Angeles Independent Film Festival Awards
- Meilleur film d'animation au California Film Awards
- Meilleur concept à l'International Independent Film Awards